# Sthenelais pectinata
Sthenelais pectinata är en ringmaskart som beskrevs av Thomassin 1970. Sthenelais pectinata ingår i släktet Sthenelais och familjen Sigalionidae. Inga underarter finns listade i Catalogue of Life.